# 千代田 (空母)

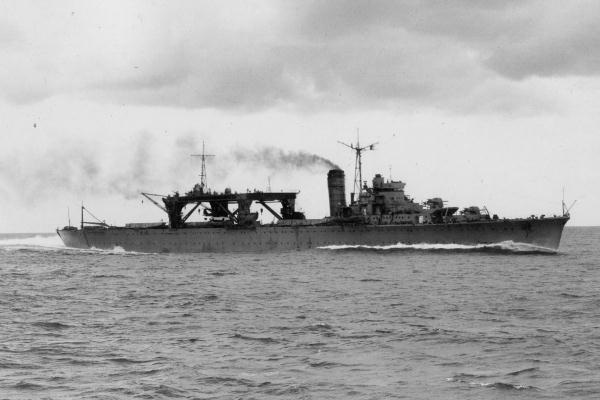
水上機母艦時代の千代田

千代田（ちよだ）は、日本海軍の水上機母艦、航空母艦。千歳型水上機母艦の二番艦として建造され、後に甲標的母艦に改装される。1943年には航空母艦に改造され、瑞鳳型航空母艦に加わった。

## 艦名
艦名の千代田は、江戸城、後の皇居の美称で、この名の艦としては明治初期の千代田形、明治中期の巡洋艦「千代田」に続いて3代目となる。戦後は海上自衛隊の潜水艦救難母艦「ちよだ」に引き継がれた。

## 特徴
1940年5月より甲標的母艦に改造された。艦内の格納庫を甲標的用に改装し甲標的12基を搭載、艦尾にスリップを設け、そこから発進できるようにした。また、艦橋トップに甲標的指揮塔を増設した。しかし、水上機搭載数は12機に減少、射出機も2基となり、補給用重油も1,000トンに減少した。
マストはメインマスト、無線マスト共に3脚トラス構造、メインマストのトップはV字形状をしていて、同型艦「千歳」との違いを見せている。
最終時の兵装は、あ号作戦後には25mm単装機銃30丁を装備とされる。13号電探1基もあ号作戦後に装備、右舷2本目のマストに設置した。

## 搭載機
水上機母艦
計画では九五式水上偵察機24機、補用4機であったが、中国進出時には九四式水上偵察機も合わせて9機搭載といわれる。1940年4月撮影と推定される写真でも九五水偵と九四式二号水偵の搭載が確認できる。
1942年には零式水上偵察機を搭載。尾翼マーキングは同年7-12月まで「V1」で、文字色は白。
航空母艦
計画では零式艦上戦闘機21機（うち7機を露天繋止）、九七式艦上攻撃機9機であった。
レイテ沖海戦時には戦闘機、戦闘爆撃機として零式艦戦を搭載。攻撃機は九七艦攻だった。尾翼マーキングは1944年春の時点で三航戦2番艦であることを示す「32」（2は小文字）、マリアナ沖海戦からは航空隊名の「653」を使用、レイテ沖海戦時には垂直尾翼上端に「3」も記入された。文字色はいずれも白。

## 艦歴

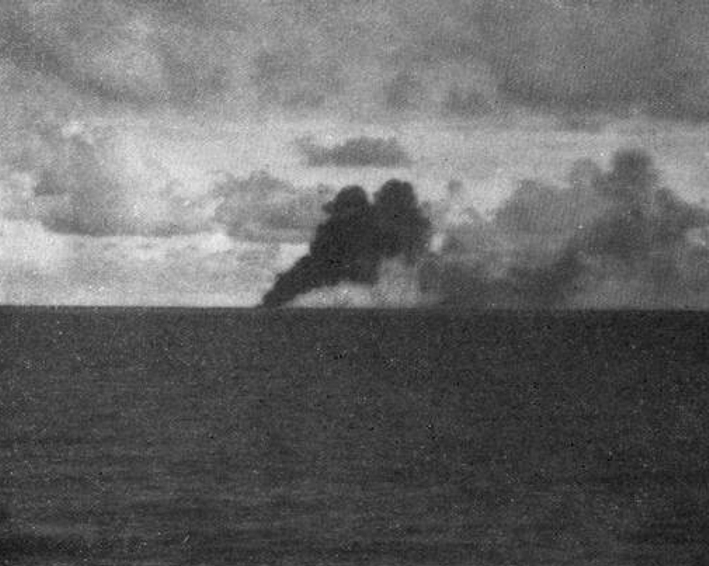
砲撃を受けて炎上する千代田

1938年12月15日、水上機母艦として竣工。同型の「千歳」と異なり、水上機母艦としての役割に加えて甲標的（特殊潜航艇）母艦としても使用できるように設計・建造された。艦内に合計12隻の甲標的を搭載可能であり、その場合でも12機の水上機を搭載可能になっている。また、航行中に艦尾両舷の滑り台より甲標的を発進できるという構造となっていた。
1942年6月、ミッドウェー攻略のために進出したが、ミッドウェー海戦の敗北を受け中止となる。6月28日から「あるぜんちな丸」とともにキスカ島への輸送に従事。「千代田」は水上戦闘機6機、特殊潜航艇6基、セメント約200トンを輸送した。2隻は駆逐艦「霰」、「霞」、「不知火」とともに6月28日に横須賀を出航し、7月5日にキスカ港に入港。「千代田」は7月12日にキスカを離れ、19日に柱島泊地に帰着した。
1942年6月30日、ミッドウェー海戦で4隻の正規空母を失った日本海軍は空母不足を解消するため「千代田」を空母に改装することを決定した。1943年2月1日、改造を開始し、12月1日に完成した。
1943年12月15日に内令第2708号で艦艇類別等級表が改正され、「軍艦、航空母艦瑞鳳型ノ項中「龍鳳」ノ下ニ「、千歳、千代田」ヲ、同大鷹型ノ項中「冲鷹」ノ下二「、神鷹」を加フ 同水上機母艦ノ部中「、千歳、千代田」ヲ削ル 駆逐艦、一等初雪型ノ項中「、夕霧」ヲ削ル」と発令され、千歳、千代田は瑞鳳型航空母艦に加わった。空母改造後は第三航空戦隊に所属し船団護衛に従事した。1944年6月、マリアナ沖海戦に参加する。
1944年10月25日、「千代田」は姉妹艦の「千歳」とともにレイテ沖海戦に参加。アメリカ海軍空母部隊の艦載機による攻撃で航行不能となり、艦隊から落伍した。「千代田」はアメリカ海軍第38任務部隊から分派され追撃してきたデュポーズ隊（重巡洋艦「ウィチタ」、「ニューオーリンズ」、軽巡洋艦「サンタフェ」、「モービル」ほか）に捕捉、攻撃され、16時55分に左に転覆した後沈没した。艦長の城英一郎大佐以下、総員が戦死した。
12月20日、除籍。

## 艦長
艤装員長
1. 水井静治大佐：1937年11月19日[38] - 1938年9月10日[39]

艦長
1. 水井静治大佐：1938年9月10日 - 1938年12月15日[40]
2. 加来止男大佐：1938年12月15日 - 1939年11月15日[40]
3. 横井忠雄大佐：1939年11月15日 - 1940年8月20日[40]
4. 原田覚大佐/少将：1940年8月20日 - 1943年1月9日[40]
5. 別府明朋大佐[41][42]：1943年1月9日[41] - 1944年2月15日[42]
6. 城英一郎大佐：1944年2月15日 - 1944年10月25日 - 戦死。海軍少将に特進。[40]

## 同型艦
千歳型水上機母艦
- 千歳

瑞鳳型航空母艦
- 瑞鳳
- 龍鳳
- 千歳

## 年表
- 昭和11年12月14日 - 呉海軍工廠にて起工。
- 昭和12年11月19日 - 進水。
- 昭和13年12月15日 - 竣工。
- 昭和15年-昭和16年 - 特殊潜航艇母艦に改造。
- 昭和17年6月 - ミッドウェー攻略作戦に参加するために進出するが、中止になる。
- 昭和18年1月16日 - 横須賀海軍工廠にて空母への改装工事開始[43]。
  - 11月15日 - 航空母艦に艦種変更。
  - 11月26日 - 改装工事完了[43]。
- 昭和19年6月19日-20日 - マリアナ沖海戦に参加。
  - 10月25日 - レイテ沖海戦に参加し沈没、城艦長以下総員が未帰還となった。
  - 12月20日 - 除籍。

## 同名艦
- 千代田形：1866年就役。幕府軍-日本海軍の軍艦。
- 千代田 (防護巡洋艦)：1891年就役。日本海軍の巡洋艦。日清戦争・日露戦争に参加した。
- ちよだ (潜水艦救難母艦)：1985年就役。海上自衛隊の潜水艦救難母艦。
- ちよだ (潜水艦救難艦)：2018年就役。海上自衛隊の潜水艦救難艦。潜水艦救難母艦「ちよだ」の後継。